# Uzené maso
Uzené maso je masný výrobek. Vyrábí se uzením v udírnách.

## Historie
Historie uzení spadá dle některých zdrojů až do období pravěku – je zřejmé, že podobným způsobem upravovali lidé maso před více než 80 000 lety. Uzené, zejména vepřové maso, bylo známé i na našem území. Vzhledem k tomu, že maso jedli prostí lidé zpravidla pouze v neděli, bylo uzení jediným způsobem, jak uchovat maso ze zabíjaček po delší dobu.

## Tradiční uzené

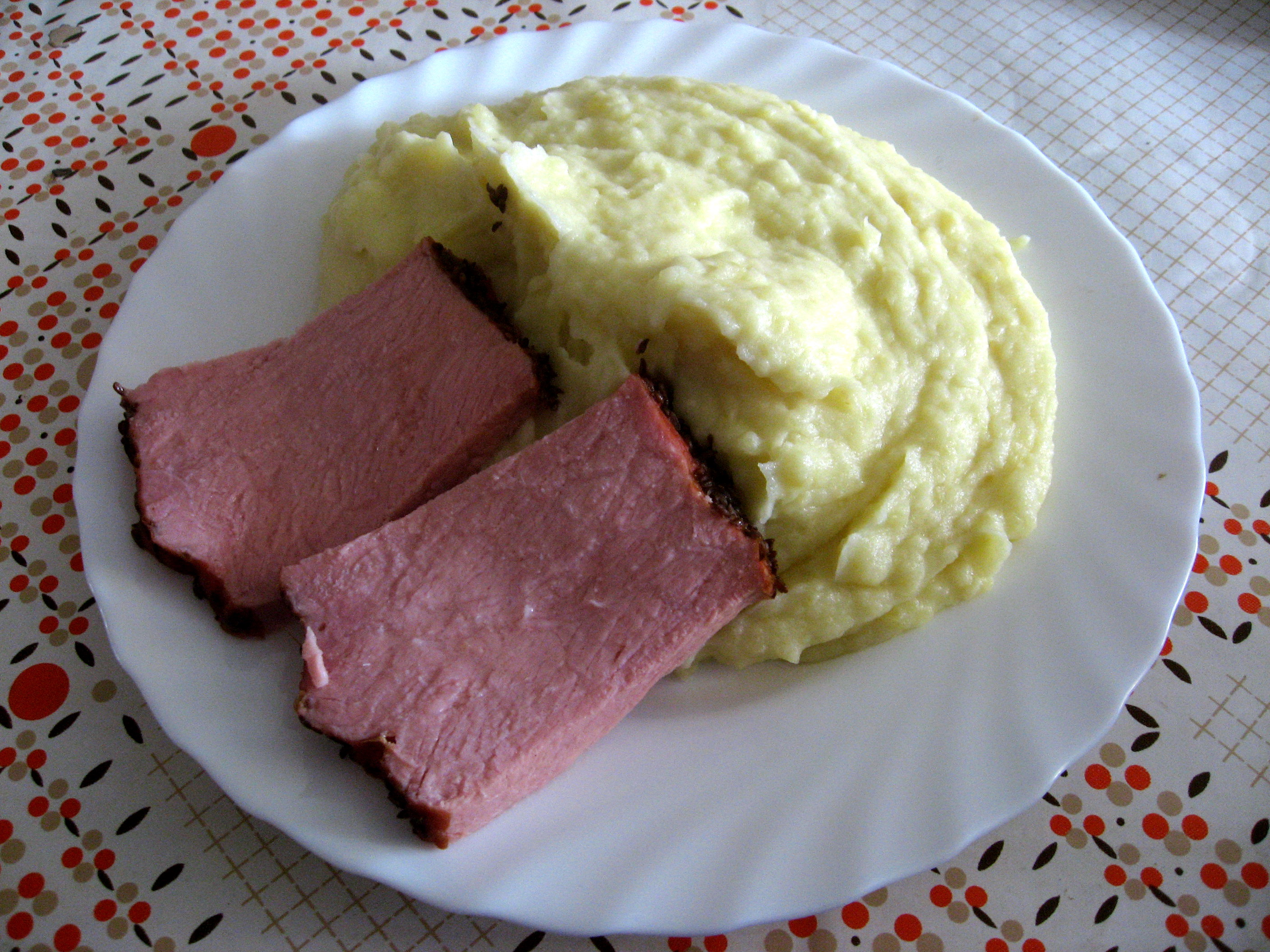
Uzené maso s bramborovou kaší

Výroba tohoto masa je jednoduchá. Maso se musí nejprve nasolit buď klasickou solí, sanytrem nebo dusitanovou směsí, přičemž možnosti nasolení jsou tři: nakládání do láku, suché nasolení a solení injekční stříkačkou. V českých podmínkách se nejčastěji užívá nakládání do láku. Kromě soli (rychlosoli) se do masa vetře či mezi jednotlivé vrstvy vloží různé další ingredience, jako např. česnek, cibule, jalovcové bobule, pepř, cukr apod. V láku se maso nechá odležet určitou dobu, která je odvislá na použitém způsobu solení. Po tuto dobu je třeba maso průběžně kontrolovat. Takto připravené maso se vkládá do udírny, kde se vyudí.

## Průmyslová výroba
Způsob průmyslového uzení, uplatňovaný v současné době, je odlišný. To má na rozdíl od domácích udíren za účel výrobky pouze vybarvit, ochutit a aromatizovat. Na maso se aplikuje tzv. tekutý udírenský kouř, doba skutečného uzení je pak příliš krátká. Výhoda tohoto uzení spočívá v tom, že takto upravené maso neobsahuje karcinogeny, které při běžném uzení v kouři vznikají. Nevýhodou je odlišná chuť.

## Přidávání náhražek

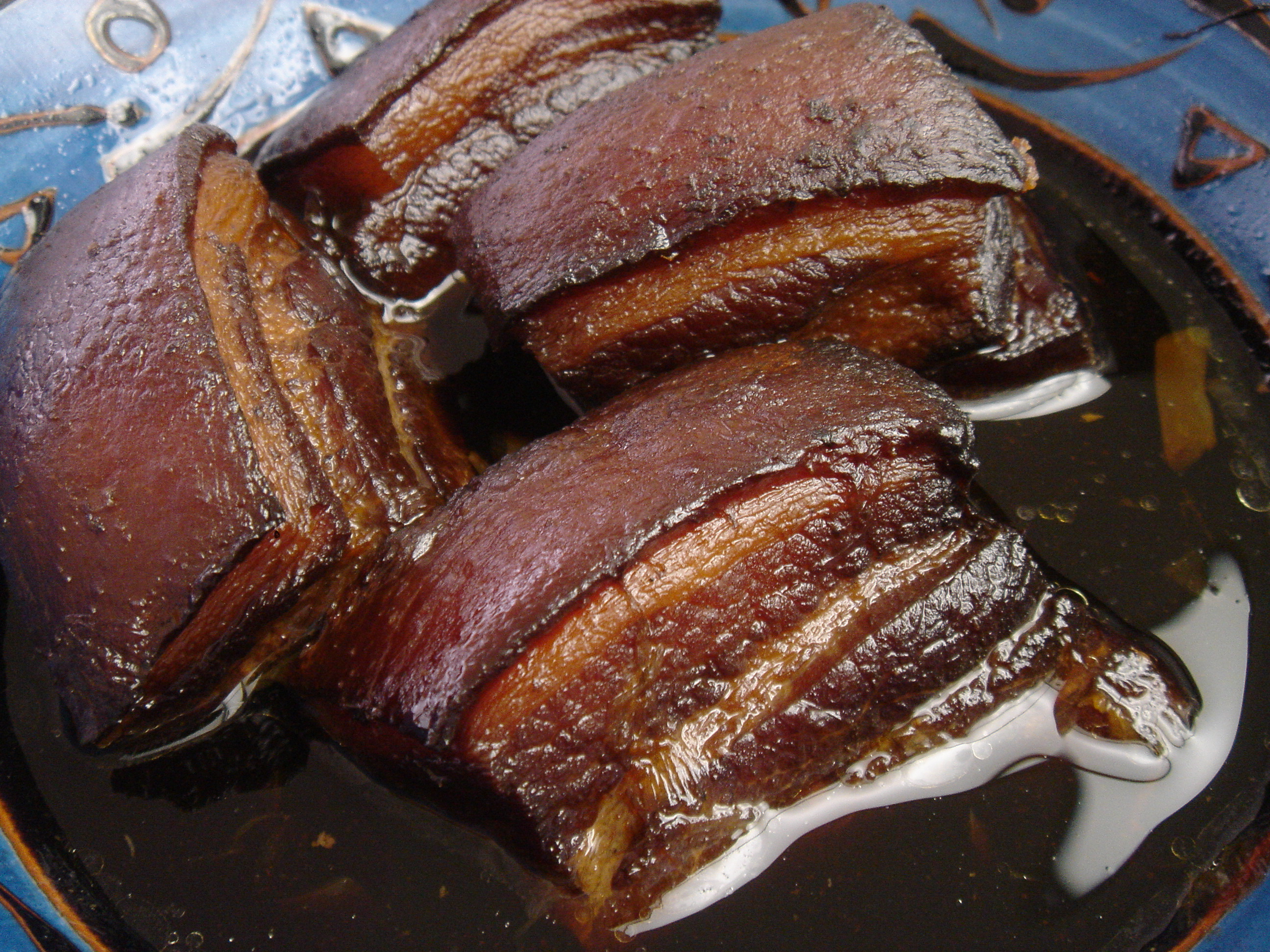
Uzený bůček

Po zrušení závazných norem na výrobu potravin počátkem 90. let 20. století začali mnozí výrobci za účelem zlevnění masa či většího zisku do uzeného masa injekčně vpravovat vodu s polyfosfáty, zvýrazňovači chuti a dalšími éčky. Některá uzená masa obsahují pouze 70 % masa (resp. masné části). Dalším způsobem šizení uzeného masa je jeho nastavování práškem ze sušené krve. Proto je průmyslově vyráběné uzené maso od 90. let 20. století velmi rozdílné kvality.